# 李思安
李思安（9世纪—912年），字貞臣，陳留張亭里人。唐朝末年至後梁時期軍事人物和官員。

## 生平
李思安最初是楊彥洪手下騎兵。中和三年（883年），被朱全忠所賞識，並被賜名思安，字貞臣。後擔任王虔裕副手。朱全忠此時派遣李思安追討黃巢，並在鄭襲擊秦宗權。李思安又在戰場上活捉秦宗權下屬柳行實，並渡過長淮，接連攻佔天長和高郵。此外李思安還負責抵抗孙儒。李思安憑藉作戰功勞升遷至亳州刺史。
開平元年（907年），率兵進攻幽州，撤軍時又被派往進攻潞州，數月未能攻克，軍中士兵還大批逃亡。朱全忠大怒，剝奪他官位，貶為平民。一年後又重新啟用他。乾化元年（911年），朱全忠任命李思安為相州刺史。但李思安不滿意，他更願意出任節度使。朱全忠北征時，發現李思安治理下的相州一片混亂，大怒，貶李思安為柳州司戶，不久李思安在相州又被朱全忠賜死。